# パーベル・ミフ

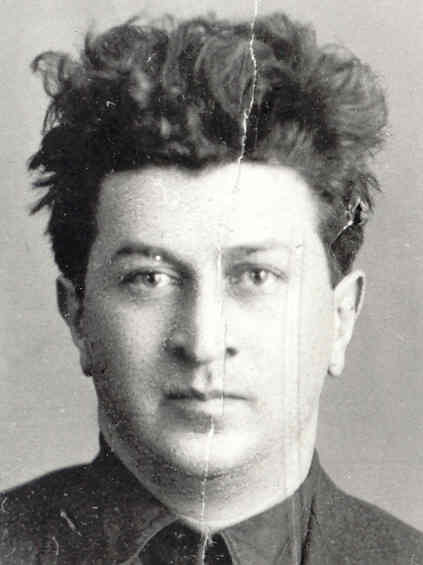
パーヴェル・ミフ

パーベル・アレクサンドロヴィチ・ミフ (ロシア語: Павел Александрович Миф、Pavel Mif、米夫、パーヴェル・ミフ、1901年8月3日 - 1939年9月10日)は、ソビエト連邦の歴史家・教育者である。本名は、ミハイル・アレクサンドロヴィチ・フォルティス（Михаил Александрович Фортус）。
ヘルソン州ヘルソン県（現在のウクライナ）出身のユダヤ人。十月革命以後、コムソモールやソビエト連邦共産党で活動。孫逸仙大学校長、コミンテルン執行委員会極東局代表を務め、中国共産党に参与して李立三コースを否定し国際コースを進めた。
ミフは、カール・マルクスが主張するところの「アジア的生産様式」について論じていた (《『アジヤ的生産方法』について》)ほか、『「ソ」連邦「コムアカデミー」世界経済及世界政治研究所太平洋部』の出版する雑誌「太平洋 (Тихий Океан)」の監修者の一人としても活動していた。1936年、『中國共産黨 英勇奮鬪的十五年』を出版した。
しかし、1937年12月に逮捕され、1938年7月に反革命テロリスト組織(КРТО)へ参加したとされて、死刑となる。中国共産党におけるミフの影響は、整風運動により排除された。
1956年に名誉回復された。

## 日本との関係
- 外務省情報部『中国共産党一九三五年史』(1936年3月)に、「聞くところによるとミフは現在日本にゐるといふ」と記述されている[9]。